# Sve-trans-zeta-karoten desaturaza
Sve-trans-zeta-karoten desaturaza (EC 1.3.99.26, Crtlb, fitoenska desaturaza (nespecifična), dvostepna fitoenska desaturaza (nespecifična), CrtI (nespecifična)) je enzim sa sistematskim imenom sve-trans-zeta-karoten:akceptor oksidoreduktaza. Ovaj enzim katalizuje sledeću hemijsku reakciju
sve--zeta-karoten + 2 akceptor {\displaystyle \rightleftharpoons } sve--likopen + 2 redukovani akceptor (sveukupna reakcija)
(1a) sve-trans-zeta-karoten + akceptor {\displaystyle \rightleftharpoons } sve--neurosporen + redukovani akceptor
(1b) sve-trans-neurosporen + akceptor {\displaystyle \rightleftharpoons } sve--likopen + redukovani akceptor
Ovaj enzim učestvuje u biosintezi karotenoida.

## Literatura
- Nicholas C. Price; Lewis Stevens (1999). Fundamentals of Enzymology: The Cell and Molecular Biology of Catalytic Proteins (Third изд.). USA: Oxford University Press. ISBN 019850229X.
- Eric J. Toone (2006). Advances in Enzymology and Related Areas of Molecular Biology, Protein Evolution (Volume 75 изд.). Wiley-Interscience. ISBN 0471205036.
- Branden C; Tooze J. Introduction to Protein Structure. New York, NY: Garland Publishing. ISBN 0-8153-2305-0.
- Irwin H. Segel. Enzyme Kinetics: Behavior and Analysis of Rapid Equilibrium and Steady-State Enzyme Systems (Book 44 изд.). Wiley Classics Library. ISBN 0471303097.

## Spoljašnje veze
- All-trans-zeta-carotene+desaturase на 